# Nurlu
Nurlu est une commune française située dans le département de la Somme, en région Hauts-de-France.

## Géographie

### Localisation

#### Communes limitrophes
Les communes limitrophes sont Aizecourt-le-Bas, Équancourt, Étricourt-Manancourt, Liéramont, Moislains, Sorel et Templeux-la-Fosse.
| Étricourt-Manancourt | Équancourt       | Sorel     |
| Moislains            | Nurlu            | Liéramont |
| Aizecourt-le-Haut    | Aizecourt-le-Bas |           |

Nurlu est un village agricole situé à moins de 10 km au nord-ouest de Péronne, sur un plateau argileux au sous-sol calcaire.

### Hydrographie
La commune est située dans le bassin Artois-Picardie. Elle n'est drainée par aucun cours d'eau.

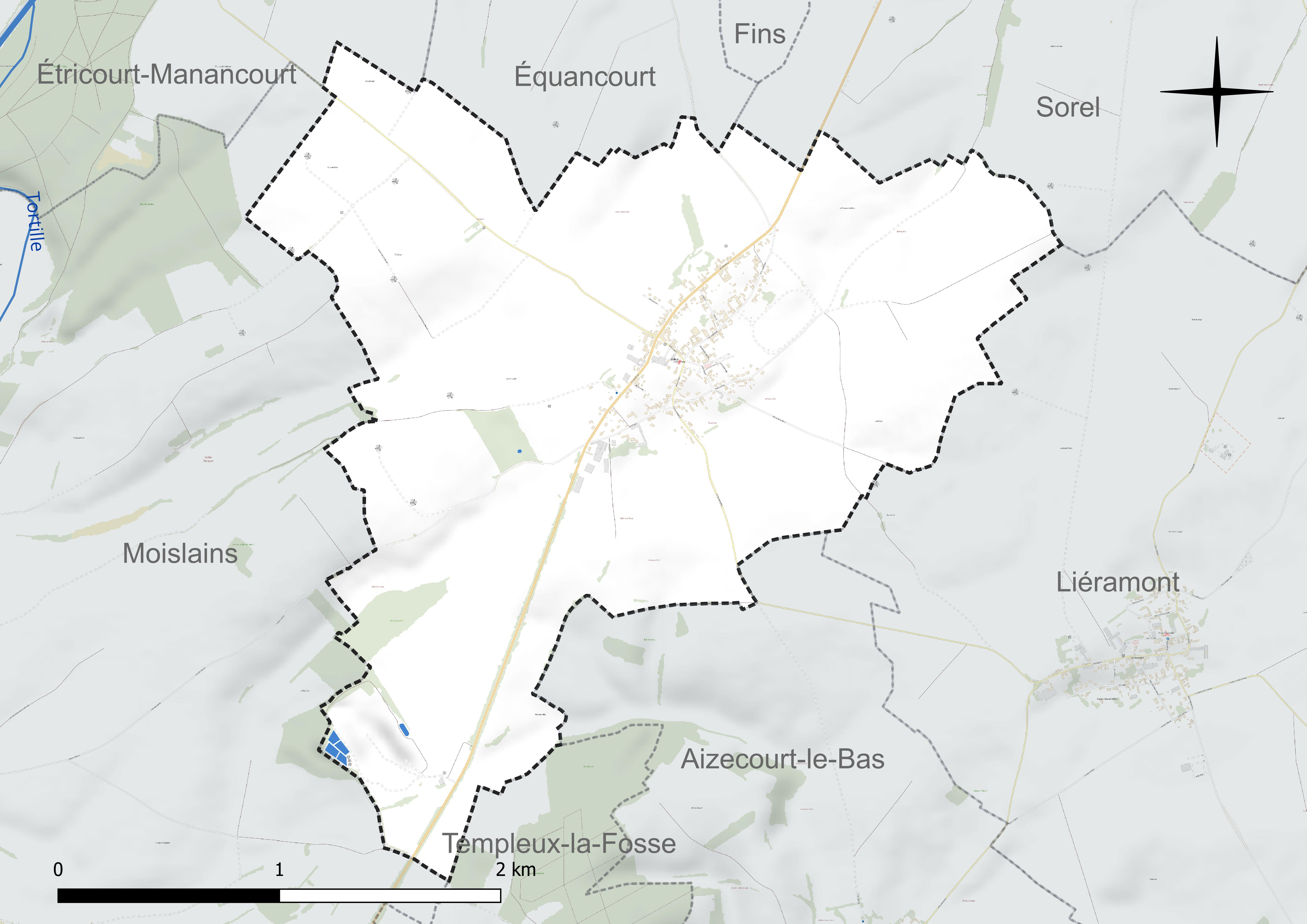
Réseau hydrographique de Nurlu.

### Climat
Pour des articles plus généraux, voir Climat des Hauts-de-France et Climat de la Somme.
En 2010, le climat de la commune est de type climat océanique dégradé des plaines du Centre et du Nord, selon une étude du CNRS s'appuyant sur une série de données couvrant la période 1971-2000. En 2020, Météo-France publie une typologie des climats de la France métropolitaine dans laquelle la commune est exposée à un climat océanique et est dans la région climatique Nord-est du bassin Parisien, caractérisée par un ensoleillement médiocre, une pluviométrie moyenne régulièrement répartie au cours de l'année et un hiver froid (3 °C).
Pour la période 1971-2000, la température annuelle moyenne est de 9,8 °C, avec une amplitude thermique annuelle de 14,5 °C. Le cumul annuel moyen de précipitations est de 749 mm, avec 10,8 jours de précipitations en janvier et 9,3 jours en juillet. Pour la période 1991-2020, la température moyenne annuelle observée sur la station météorologique la plus proche, située sur la commune d'Épehy à 8 km à vol d'oiseau, est de 10,6 °C et le cumul annuel moyen de précipitations est de 752,8 mm,. Pour l'avenir, les paramètres climatiques de la commune estimés pour 2050 selon différents scénarios d'émission de gaz à effet de serre sont consultables sur un site dédié publié par Météo-France en novembre 2022.

## Urbanisme

### Typologie
Au 1er janvier 2024, Nurlu est catégorisée commune rurale à habitat dispersé, selon la nouvelle grille communale de densité à sept niveaux définie par l'Insee en 2022.
Elle est située hors unité urbaine. Par ailleurs la commune fait partie de l'aire d'attraction de Péronne, dont elle est une commune de la couronne,. Cette aire, qui regroupe 52 communes, est catégorisée dans les aires de moins de 50 000 habitants,.

### Occupation des sols

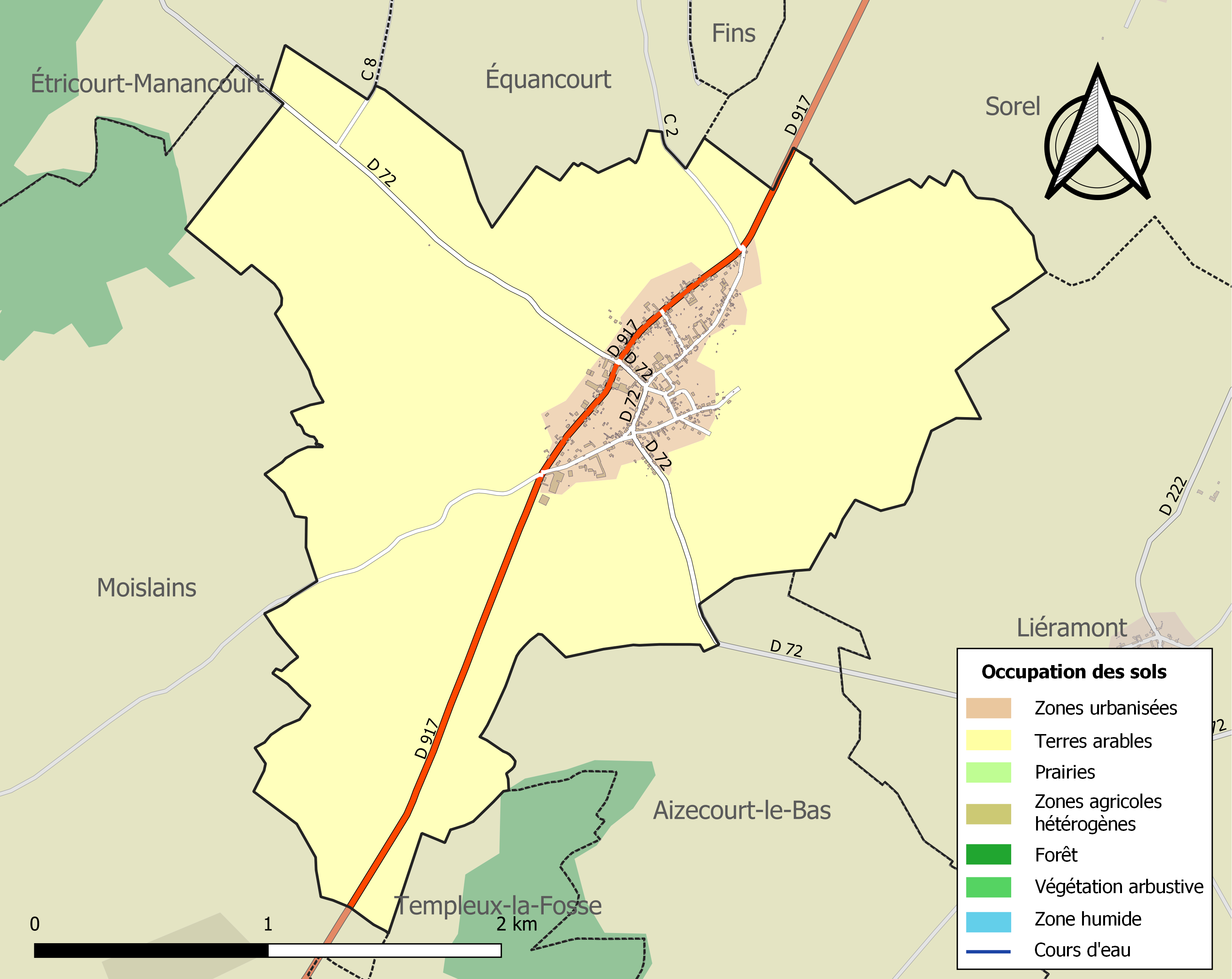
Carte des infrastructures et de l'occupation des sols de la commune en 2018 (CLC).

L'occupation des sols de la commune, telle qu'elle ressort de la base de données européenne d'occupation biophysique des sols Corine Land Cover (CLC), est marquée par l'importance des territoires agricoles (92,6 % en 2018), en augmentation par rapport à 1990 (89,7 %). La répartition détaillée en 2018 est la suivante : 
terres arables (92,6 %), zones urbanisées (7,4 %). L'évolution de l'occupation des sols de la commune et de ses infrastructures peut être observée sur les différentes représentations cartographiques du territoire : la carte de Cassini (XVIIIe siècle), la carte d'état-major (1820-1866) et les cartes ou photos aériennes de l'IGN pour la période actuelle (1950 à aujourd'hui).

## Toponymie
Le village s'est nommé Nueslus, Nullus et Noerlus,.
Son nom pourrait signifier nouveau lieu ou lieu planté de noyers.

## Histoire
- La voie romaine de Paris à Lille, voie secondaire correspondant à une ancienne route nationale, passait par Nurlu[1].
- Au XIIe siècle, les de Nurlu sont cités comme seigneurs[1].
- Le village a appartenu à l'abbaye Saint-Sauveur de Ham puis aux religieux du Mont Saint-Quentin qui l'échangent au XVIe siècle contre des possessions en Flandres[1].
- En 1577, les seigneurs de Manancourt achètent le village aux religieux[1].
- 1849 : comme dans toutes les communes de France, la population masculine majeure put, pour la première fois, aller voter grâce à l'instauration du suffrage universel.

Voici la répartition (en nombre) de quelques patronymes des électeurs :
| Abart, 1 |

- En 1899, le propriétaire du château est le prince de Léon qui détient également 71 ha de terres[1].

À cette époque, bien que mal rétribué, le tissage fait encore partie des activités locales.
- À la fin du XXe siècle, une carrière à chaux et une briqueterie sont exploitées sur la commune[1].
- Une usine de fabrication de gaze à bluter a employé de nombreux ouvriers au début du XXe siècle[14].
- À la fin des années 1960, le village, ayant longtemps appartenu administrativement au canton de Roisel, est rattaché au canton de Péronne.
- En 2012, deux incendies importants se déclarent sur un site de traitement de déchets ménagers[14].

## Politique et administration
| Période                                  | Période                      | Identité         | Étiquette | Qualité                                                         |
| ---------------------------------------- | ---------------------------- | ---------------- | --------- | --------------------------------------------------------------- |
| Les données manquantes sont à compléter. |                              |                  |           |                                                                 |
|                                          |                              |                  |           |                                                                 |
| 1850                                     | 1888                         | Jules Hocquet    |           |                                                                 |
| 1888                                     | 1912                         | Léonce Hocquet   |           |                                                                 |
| 1912                                     | 1936                         | Maurice Hocquet, |           | Agriculteur Conseiller d'arrondissement de Roisel (1928 → 1944) |
| 1936                                     | 1978                         | André Hocquet    |           |                                                                 |
| 1978                                     |                              | Emile Terrien    |           |                                                                 |
| 1990                                     |                              | Georges Mascré   |           |                                                                 |
|                                          |                              |                  |           |                                                                 |
| mars 2001                                | mai 2020                     | Alain Baudlot    |           |                                                                 |
| mai 2020                                 | En cours (au 8 octobre 2020) | Pascal Douay     |           |                                                                 |

## Population et société

### Démographie
L'évolution du nombre d'habitants est connue à travers les recensements de la population effectués dans la commune depuis 1793. Pour les communes de moins de 10 000 habitants, une enquête de recensement portant sur toute la population est réalisée tous les cinq ans, les populations de référence des années intermédiaires étant quant à elles estimées par interpolation ou extrapolation. Pour la commune, le premier recensement exhaustif entrant dans le cadre du nouveau dispositif a été réalisé en 2007.

En 2022, la commune comptait 370 habitants, en évolution de −7,04 % par rapport à 2016 (Somme : −1,26 %, France hors Mayotte : +2,11 %).
| 1793 | 1800 | 1806 | 1821 | 1831 | 1836 | 1841 | 1846 | 1851 |
| ---- | ---- | ---- | ---- | ---- | ---- | ---- | ---- | ---- |
| 604  | 643  | 723  | 663  | 767  | 771  | 803  | 839  | 882  |

| 1856 | 1861 | 1866 | 1872 | 1876 | 1881 | 1886 | 1891 | 1896 |
| ---- | ---- | ---- | ---- | ---- | ---- | ---- | ---- | ---- |
| 872  | 914  | 897  | 888  | 954  | 926  | 916  | 900  | 858  |

| 1901 | 1906 | 1911 | 1921 | 1926 | 1931 | 1936 | 1946 | 1954 |
| ---- | ---- | ---- | ---- | ---- | ---- | ---- | ---- | ---- |
| 805  | 762  | 738  | 446  | 539  | 524  | 502  | 478  | 522  |

| 1962 | 1968 | 1975 | 1982 | 1990 | 1999 | 2006 | 2007 | 2012 |
| ---- | ---- | ---- | ---- | ---- | ---- | ---- | ---- | ---- |
| 477  | 456  | 410  | 363  | 347  | 378  | 374  | 373  | 399  |

| 2017 | 2022 | - | - | - | - | - | - | - |
| ---- | ---- | - | - | - | - | - | - | - |
| 387  | 370  | - | - | - | - | - | - | - |

## Culture locale et patrimoine

### Lieux et monuments
- Église, reconstruite par l'architecte Louis Faille, dont les vitraux sont l'œuvre de Louis Barillet.
- Chapelle Saint-Joseph. Construite en 1890, c'est la seule bâtisse du village qui soit sortie indemne de la Grande Guerre[25].
- Mairie-école, reconstruite aussi par l'architecte Louis Faille.
- La demeure de l'architecte Louis Faille, située au cœur du village.

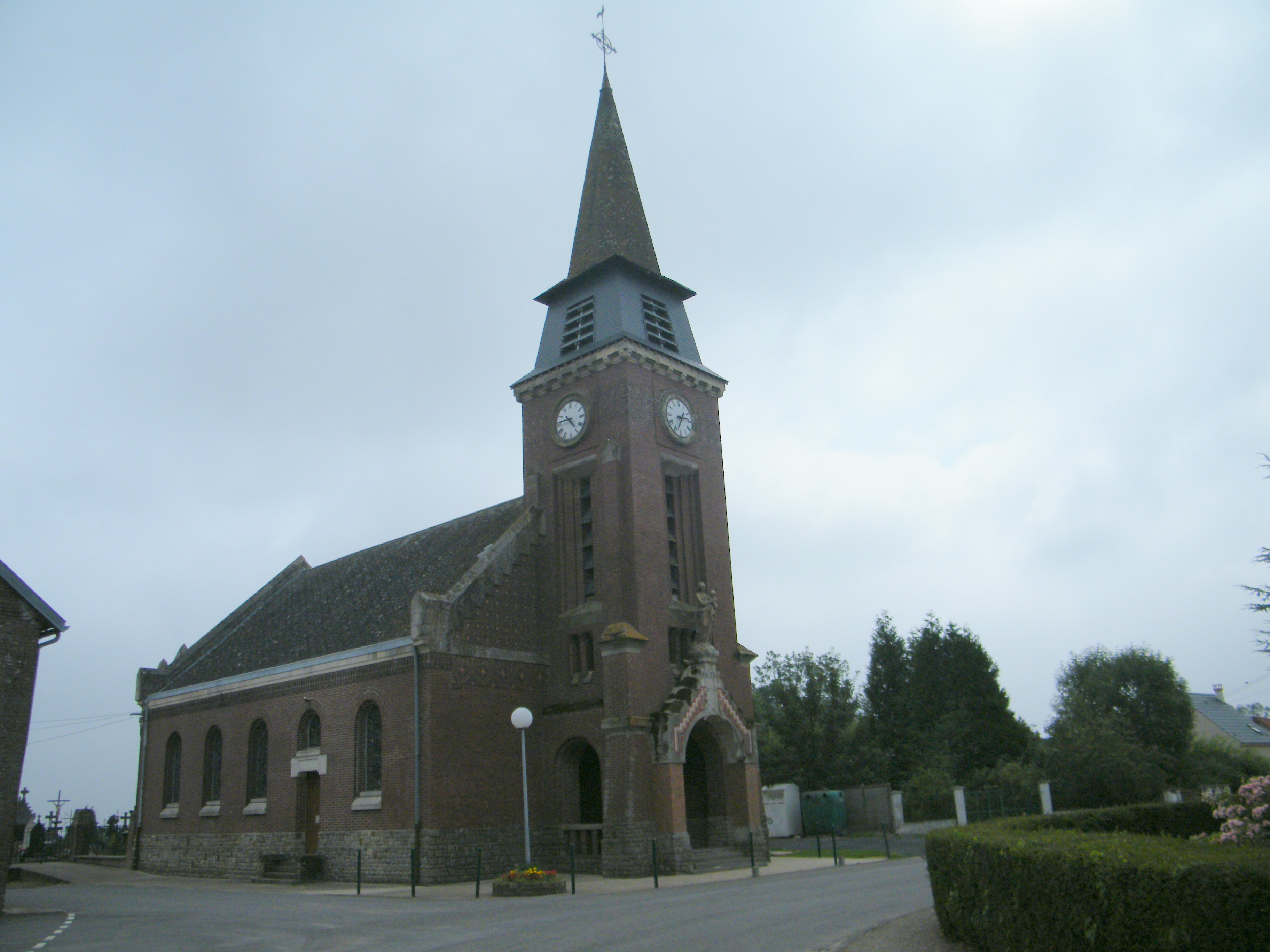
Notre-Dame-de-la-Nativité.
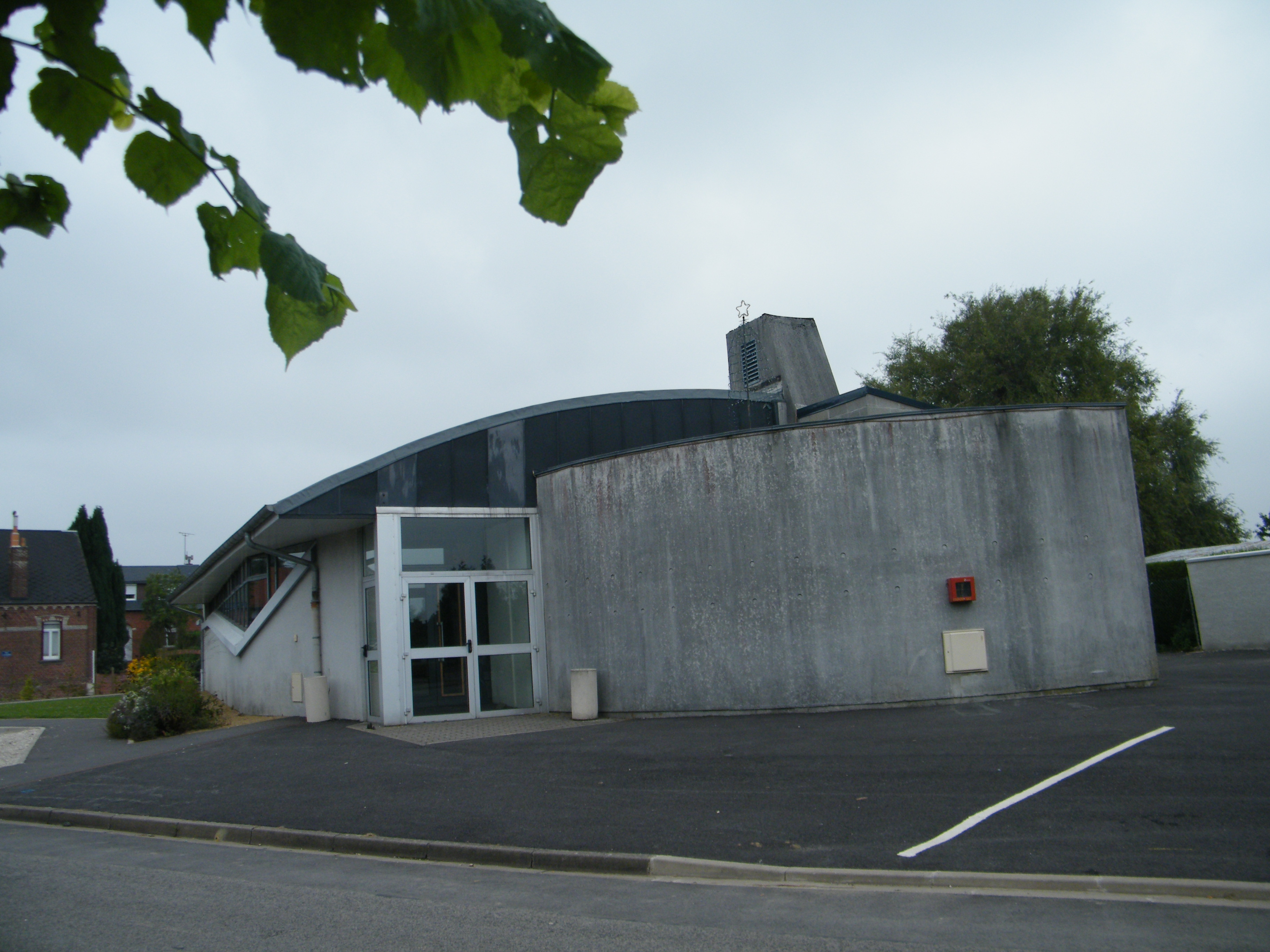
Salle communale.
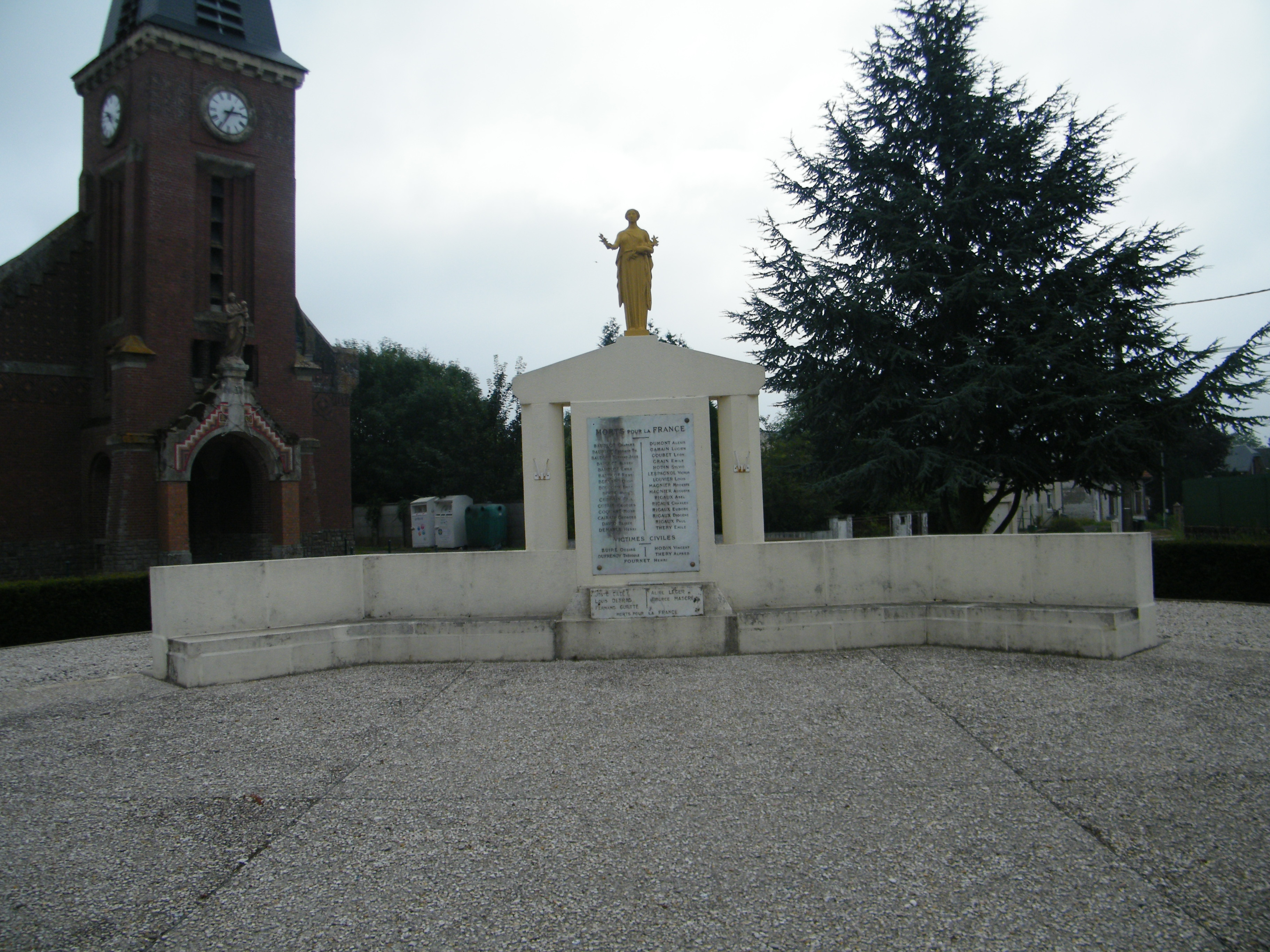
Monument aux morts.

### Personnalités liées à la commune
- Louis Faille (1881-1938). Architecte natif et habitant de la commune. À la suite de la Première Guerre mondiale, il reconstruit l'église du village, les bâtiments communaux et sa propre demeure.